# La Maddalena (Sardenha)
La Maddalena é uma comuna italiana da região da Sardenha, província de Sassari, com cerca de 11.346 habitantes. É também uma ilha homónima. Estende-se por uma área de 49 km², tendo uma densidade populacional de 232 hab/km².
O arquipélago Maddalena é constituido por sete ilhas principais (Maddalena, Caprera, Santo Stefano, Spargi, Budelli, Santa Maria e Razzoli) e outras ilhotas menores. O vilarejo de Maddalena, que remonta ao século XIII, surge ao sul da ilha principal, avistando Palau.
Em 2009 sediou a 35° reunião do G8.

## Demografia
| Variação demográfica do município entre 1861 e 2011                               |
|                                                                                   |
| Fonte: Istituto Nazionale di Statistica (ISTAT) - Elaboração gráfica da Wikipedia |